# La part dels àngels
La part dels àngels (títol original, The Angels' Share) és una pel·lícula de comèdia dramàtica del 2012 dirigida per Ken Loach i protagonitzada per Paul Brannigan, John Henshaw i William Ruane. Ambientada a Glasgow, explica la història d'un pare jove que evita per poc una pena de presó. Està decidit a passar pàgina i quan ell i els seus amics del servei comunitari visiten una destil·leria de whisky, un nou camí s'obre davant d'ells. S'ha doblat i subtitulat al català.

## Repartiment
- Paul Brannigan com a Robbie
- John Henshaw com a Harry
- Gary Maitland com a Albert
- Jasmin Riggins com a Mo
- William Ruane com a Rhino
- Roger Allam com a Thaddeus
- David Goodall com a Dobie
- Siobhan Reilly com a Leonie
- Roderick Cowie com Anthony
- Scott Kyle com a Clancy
- Neil Leiper com a franctirador
- Gilbert Martin com a Matt

## Producció
La pel·lícula va ser produïda per Sixteen Films, Why Not Productions i Wild Bunch. Va comptar amb el suport econòmic del BFI, Les Films du Fleuve, Urania i France 2 Cinéma. El rodatge a Glasgow i Edimburg va començar el 25 d'abril de 2011.

## Estrena
La pel·lícula va competir per la Palma d'Or al Festival de Canes 2012, i Loach va guanyar el Premi del Jurat. És l'onzena pel·lícula de Loach en trenta-un anys que competeix al festival francès. Entertainment One va adquirir els drets de distribució per al Regne Unit i Irlanda, on la pel·lícula es va estrenar l'1 de juny.